# Magyarországi könyvtárak listája
Az alábbi oldal a magyarországi könyvtárak listáját tartalmazza.

## Nemzeti könyvtár
- Országos Széchényi Könyvtár

## Nemzeti gyűjtőkörű könyvtár
- Debreceni Egyetem Egyetemi és Nemzeti Könyvtár

## Országos szakkönyvtárak

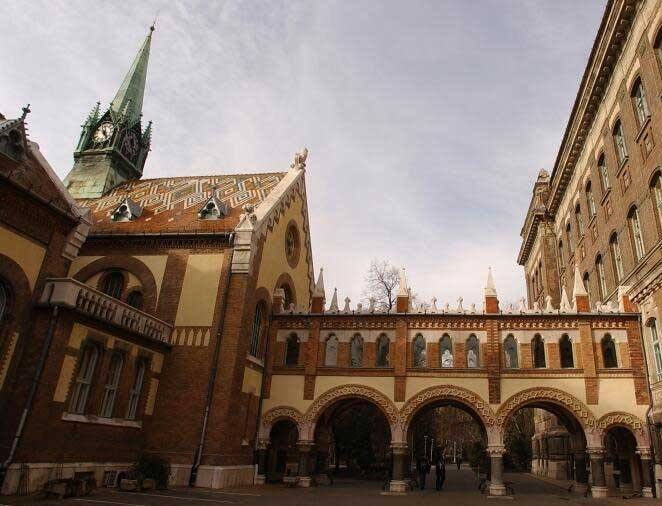
A BME OMIKK

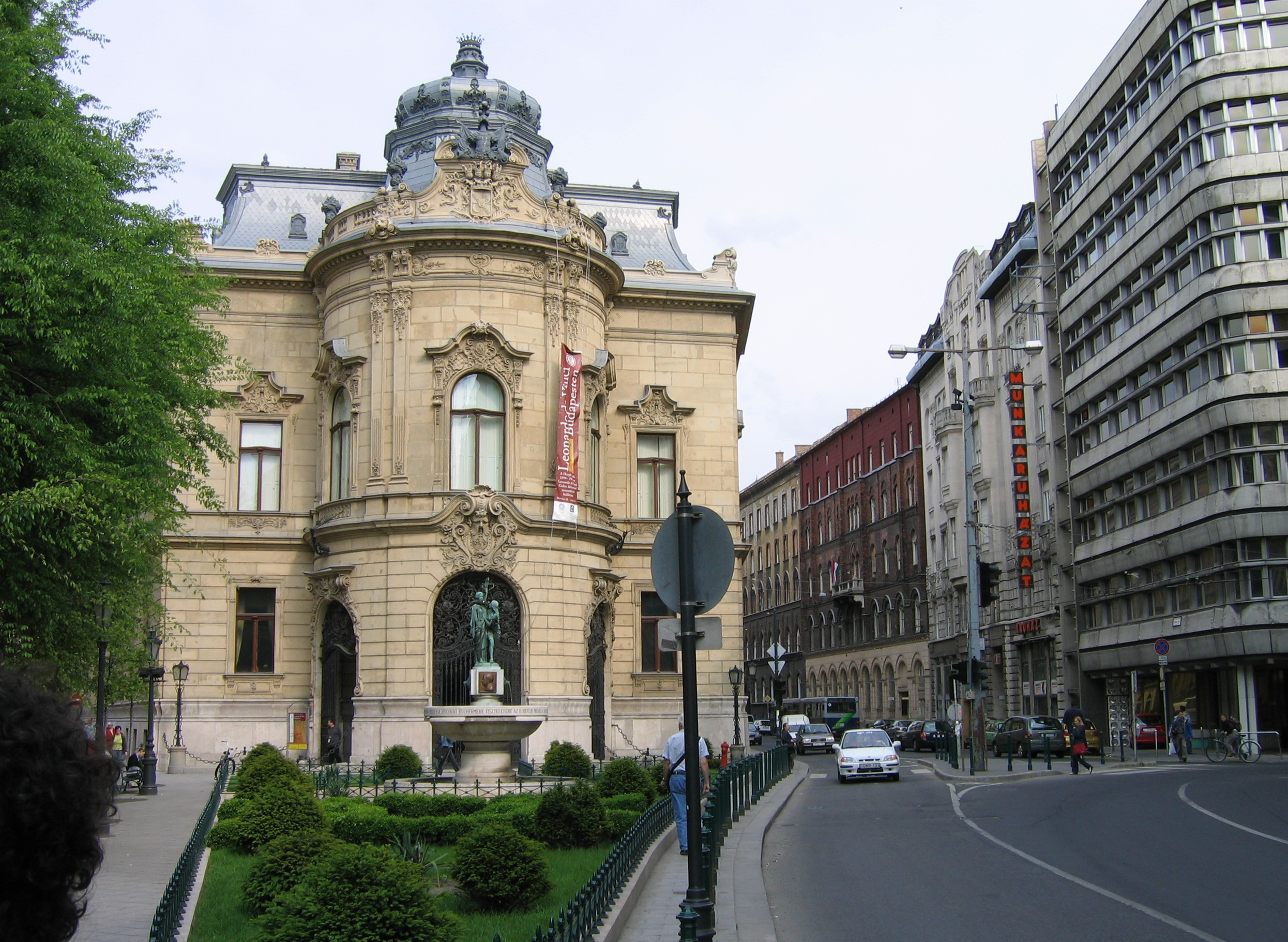
A Fővárosi Szabó Ervin Könyvtár

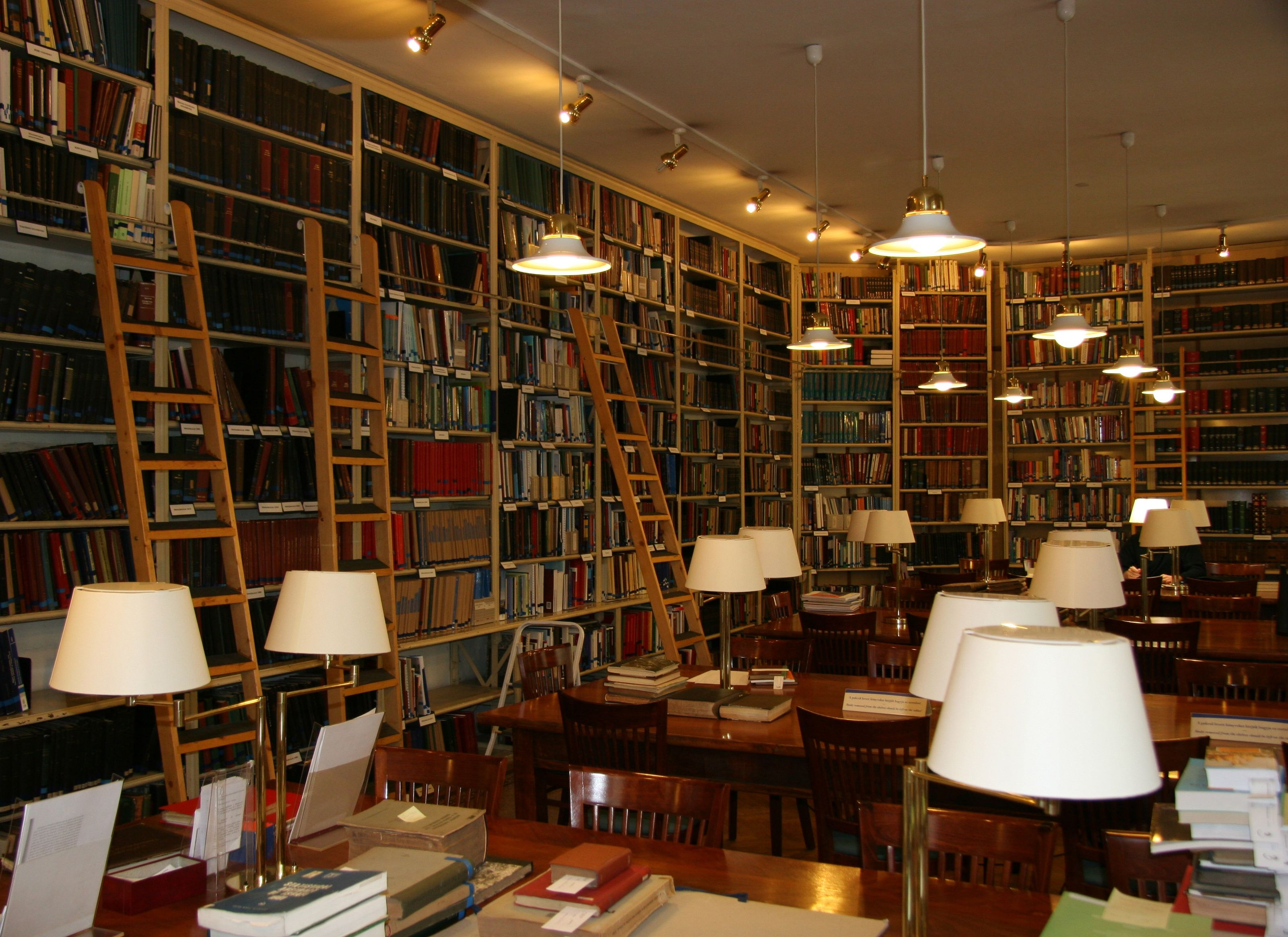
Központi Statisztikai Hivatal Könyvtár

- Állami Egészségügyi Ellátó Központ Országos Egészségtudományi Szakkönyvtár
- Budapesti Műszaki és Gazdaságtudományi Egyetem Országos Műszaki Információs Központ és Könyvtár (BME OMIKK)
- Fővárosi Szabó Ervin Könyvtár
- Hadtörténeti Intézet és Múzeum Hadtörténeti Könyvtár
- Központi Statisztikai Hivatal Könyvtár
- Magyar Mezőgazdasági Múzeum és Könyvtár Mezőgazdasági Könyvtár
- Magyar Nemzeti Filmarchívum Könyvtára
- Magyar Tudományos Akadémia Könyvtár és Információs Központ
- Országgyűlési Könyvtár
- Országos Idegennyelvű Könyvtár
- Országos Pedagógiai Könyvtár és Múzeum

## Egyetemi és főiskolai könyvtárak
- Berzsenyi Dániel Főiskola Könyvtára, Szombathely
- BME OMIKK
- Budapesti Corvinus Egyetem Könyvtára
- Budapesti Műszaki Főiskola Könyvtára
- Debreceni Egyetem Egyetemi és Nemzeti Könyvtár
- Debreceni Református Hittudományi Egyetem Könyvtára
- Eötvös Loránd Tudományegyetem Könyvtára, Budapest
- Esztergomi Hittudományi Főiskola Könyvtára
- Evangélikus Hittudományi Egyetem Könyvtára, Budapest
- Kaposvári Egyetem Egyetemi Könyvtár
- Károli Gáspár Református Egyetem Könyvtára, Budapest
- Liszt Ferenc Zeneművészeti Egyetem Könyvtára, Budapest
- Moholy-Nagy Művészeti Egyetem Könyvtára, Budapest
- Magyar Képzőművészeti Egyetem Könyvtára, Budapest
- Miskolci Egyetem Központi Könyvtára
- Nyugat-magyarországi Egyetem Központi Könyvtára, Sopron
- Pécsi Tudományegyetem Központi Könyvtára
- Semmelweis Egyetem Központi Könyvtára, Budapest
- Szegedi Hittudományi Főiskola Könyvtára
- Állatorvostudományi Egyetem Hutÿra Ferenc Könyvtár, Levéltár és Múzeum, Budapest
- SZTE Juhász Gyula Tanárképző Főiskolai Kar Könyvtára, Szeged
- Szegedi Tudományegyetem Klebelsberg Kuno Könyvtára, Szeged
- SZTE Mezőgazdasági Főiskolai Kar Könyvtára, Hódmezővásárhely
- Pázmány Péter Katolikus Egyetem Vitéz János Kar Könyvtára, Esztergom
- Zrínyi Miklós Nemzetvédelmi Egyetem Könyvtára, Budapest

## Egyéb szakkönyvtárak
- Balassa Bálint Múzeum Könyvtára, Esztergom
- Goethe Intézet könyvtára
- Kenézy Könyvtár, Debrecen
- Keve András Madártani és Természetvédelmi Szakkönyvtár
- Komárom-Esztergom Megyei Levéltár szakkönyvtára, Esztergom
- Liszt Ferenc Zeneművészeti Egyetem Könyvtára, Budapest
- Magyar Környezetvédelmi és Vízügyi Múzeum Könyvtára, Esztergom
- Magyar Szabadalmi Hivatal Könyvtára
- MTA Történettudományi Intézet Könyvtára
- MTA Matematika Kutatóintézet Könyvtára
- MTA Biológiai Kutatóközpont Könyvtára, Szeged

## Közösségi könyvtárak
- Közkincs Könyvtár

## Vármegyei és városi könyvtárak

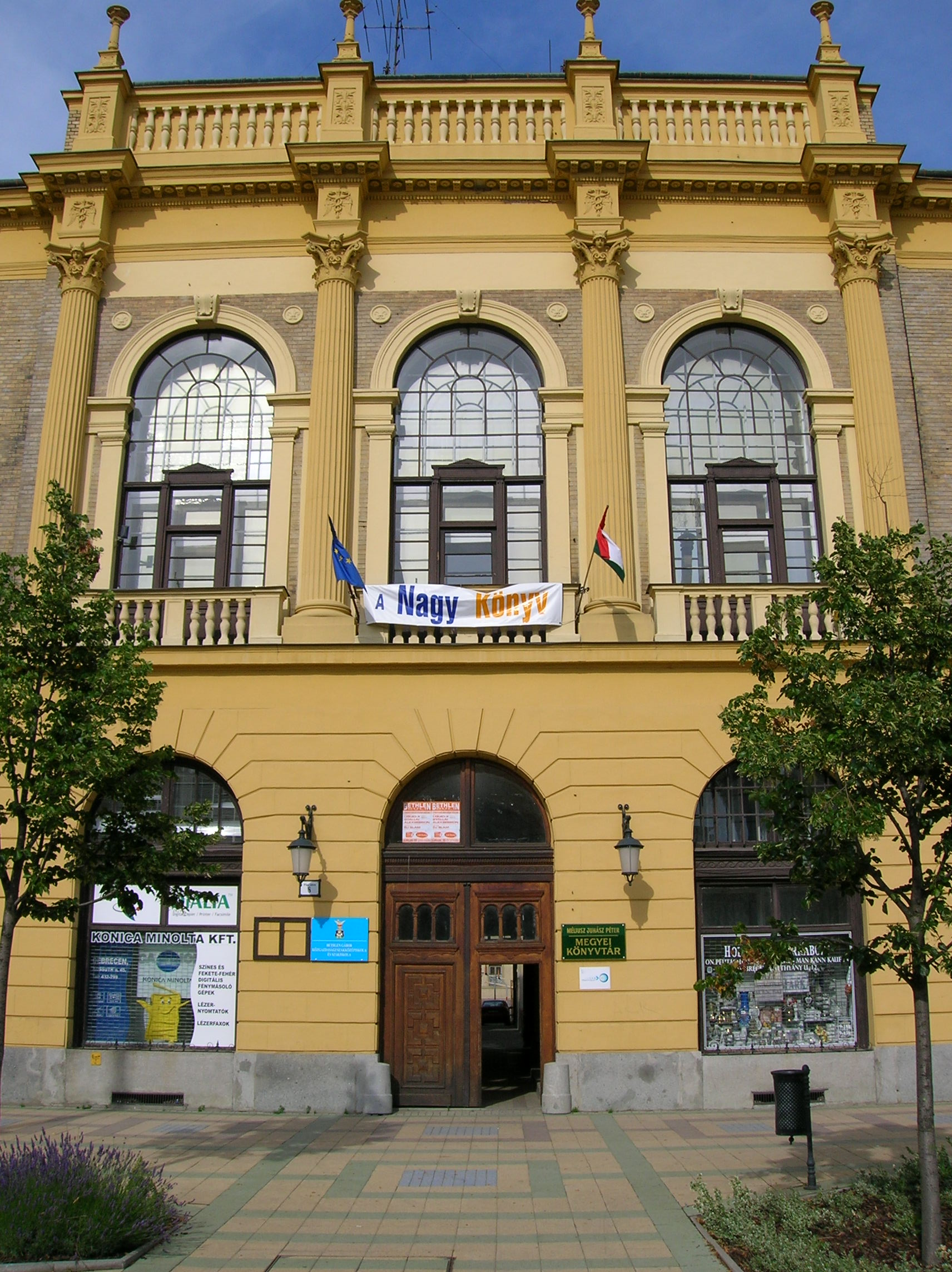
A debreceni Méliusz Juhász Péter Megyei Könyvtár

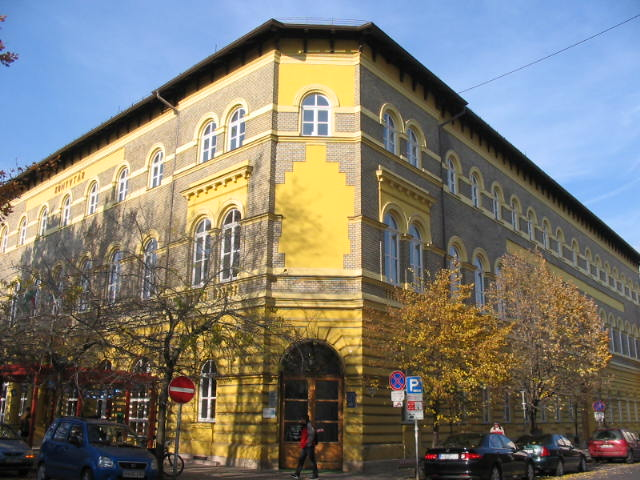
A szolnoki Verseghy Ferenc Könyvtár

| Név                                                         | Vármegye                        | Település        | Honlap |
| ----------------------------------------------------------- | ------------------------------- | ---------------- | --- |
| Ady Endre Városi Könyvtár és Művelődési Központ             | Bács-Kiskun vármegye            | Baja             | http://www.c3.hu/~aevk/                                                                                           |
| Balassi Bálint Megyei Könyvtár                              | Nógrád vármegye                 | Salgótarján      | http://www.bbmk.hu                                                                                                |
| Berzsenyi Dániel Megyei Hatókörű Városi Könyvtár            | Vas vármegye                    | Szombathely      | http://www.bdmk.hu/                                                                                               |
| Békés Megyei Könyvtár                                       | Békés vármegye                  | Békéscsaba       | http://www.bmk.iif.hu                                                                                             |
| Bródy Sándor Megyei és Városi Könyvtár                      | Heves vármegye                  | Eger             | http://www.brody.iif.hu                                                                                           |
| Ceglédi Városi Könyvtár                                     | Pest vármegye                   | Cegléd           | http://www.konyvtarcegled.hu/                                                                                     |
| Csemegi Károly Könyvtár és Információs Központ              | Csongrád-Csanád vármegye        | Csongrád         | http://www.konyvtar.csongrad.hu                                                                                   |
| Csorba Győző Könyvtár                                       | Baranya vármegye                | Pécs             | http://www.baralib.hu/                                                                                            |
| Csuka Zoltán Városi Könyvtár                                | Pest vármegye                   | Érd              | http://csukalib.hu                                                                                                |
| Deák Ferenc Megyei Könyvtár                                 | Zala vármegye                   | Zalaegerszeg     | http://www.dfmk.hu                                                                                                |
| Debreceni Városi Könyvtár                                   | Hajdú-Bihar vármegye            | Debrecen         | http://www.dbvk.hu                                                                                                |
| Derkovits Gyula Művelődési Központ és Városi Könyvtár       | Borsod-Abaúj-Zemplén vármegye   | Tiszaújváros     | https://tmkk.tiszaujvaros.hu/                                                                                     |
| Egressy Béni Könyvtár, Kulturális és Sport Központ          | Borsod-Abaúj-Zemplén vármegye   | Kazincbarcika    | http://www.barcikakonyvtar.hu/ http://www.egressy.hu Archiválva 2012. október 17-i dátummal a Wayback Machine-ben |
| Eötvös Károly Megyei Könyvtár                               | Veszprém vármegye               | Veszprém         | http://www.ekmk.hu/                                                                                               |
| Halis István Városi Könyvtár                                | Zala vármegye                   | Nagykanizsa      | http://www.hivk.hu                                                                                                |
| Helischer József Városi Könyvtár                            | Komárom-Esztergom vármegye      | Esztergom        | http://www.vkesztergom.hu/                                                                                        |
| Hild Viktor Városi Könyvtár                                 | Jász-Nagykun-Szolnok vármegye   | Szolnok          | http://www.vkszolnok.c3.hu/                                                                                       |
| Illyés Gyula Megyei Könyvtár                                | Tolna vármegye                  | Szekszárd        | http://www.igyuk.hu/                                                                                              |
| Ipolyi Arnold Városi Könyvtár                               | Jász-Nagykun-Szolnok vármegye   | Törökszentmiklós | http://www.ivk.hu                                                                                                 |
| József Attila Megyei Könyvtár                               | Komárom-Esztergom vármegye      | Tatabánya        | http://www.jamk.hu Archiválva 2014. szeptember 21-i dátummal a Wayback Machine-ben                                |
| József Attila Városi Könyvtár                               | Fejér vármegye                  | Dunaújváros      | http://www.jak.iif.hu                                                                                             |
| József Attila Városi Könyvtár és Múzeum                     | Csongrád-Csanád vármegye        | Makó             | http://www.konyvtar.mako.hu/                                                                                      |
| József Attila Városi Könyvtár                               | Zala vármegye                   | Zalaegerszeg     | http://www.dfmk.hu/javk                                                                                           |
| Justh Zsigmond Városi Könyvtár                              | Békés vármegye                  | Orosháza         | https://blog.justhvk.hu/blog/                                                                                     |
| Katona József Megyei Könyvtár                               | Bács-Kiskun vármegye            | Kecskemét        | http://www.kjmk.hu Archiválva 2012. február 25-i dátummal a Wayback Machine-ben                                   |
| Keller Lajos Városi Könyvtár és Helytörténeti Gyűjtemény    | Csongrád-Csanád vármegye        | Mindszent        | http://kellerkonyvtar.uw.hu Archiválva 2008. január 11-i dátummal a Wayback Machine-ben                           |
| Dr. Kovács Pál Megyei Könyvtár és Közösségi Tér             | Győr-Moson-Sopron vármegye      | Győr             | http://www.kkmk.hu/ Archiválva 2007. december 27-i dátummal a Wayback Machine-ben                                 |
| Kölcsey Ferenc Városi Könyvtár                              | Pest vármegye                   | Dunakeszi        | http://www.dkvk.hu/                                                                                               |
| Krúdy Gyula Városi Könyvtár                                 | Veszprém vármegye               | Várpalota        | http://www.krudylib.hu                                                                                            |
| Lajosmizse Város Művelődési Háza és Könyvtára               | Bács-Kiskun vármegye            | Lajosmizse       | http://www.lmizsekultura.hu/                                                                                      |
| Madách Imre Városi Könyvtár                                 | Nógrád vármegye                 | Balassagyarmat   | http://www.vkbalassa.hu/                                                                                          |
| Martincsevics Károly Városi Könyvtár                        | Győr-Moson-Sopron vármegye      | Csorna           | http://konyvtar.csorna.hu Archiválva 2008. december 5-i dátummal a Wayback Machine-ben                            |
| Méliusz Juhász Péter Megyei Könyvtár                        | Hajdú-Bihar vármegye            | Debrecen         | http://www.hbmk.hu                                                                                                |
| Miskolci Városi Könyvtár                                    | Borsod-Abaúj-Zemplén vármegye   | Miskolc          | http://www.mclib.hu/                                                                                              |
| Mogyoróssy János Városi Könyvtár                            | Békés vármegye                  | Gyula            | http://www.mjvk.hu/                                                                                               |
| Móricz Zsigmond Megyei és Városi Könyvtár                   | Szabolcs-Szatmár-Bereg vármegye | Nyíregyháza      | http://www.mzsk.hu                                                                                                |
| Nagy Károly Városi Könyvtár                                 | Fejér vármegye                  | Bicske           | http://nkvk.hu/                                                                                                   |
| Nagy László Városi Könyvtár és Szabadidőközpont             | Veszprém vármegye               | Ajka             | http://www.vkajka.hu/                                                                                             |
| Németh László Városi Könyvtár és Pósa Lajos Gyermekkönyvtár | Csongrád-Csanád vármegye        | Hódmezővásárhely | http://www.nlvk.hu                                                                                                |
| Pannónia Kulturális Központ és Könyvtár                     | Veszprém vármegye               | Balatonalmádi    | http://www.pkkk.hu/konyvtar.html                                                                                  |
| Pest Megyei Könyvtár                                        | Pest vármegye                   | Szentendre       | http://www.pmk.hu/                                                                                                |
| Petőfi Sándor Városi Könyvtár                               | Bács-Kiskun vármegye            | Kiskunfélegyháza | http://www.psvk.hu/                                                                                               |
| Pécsi Városi Könyvtár                                       | Baranya vármegye                | Pécs             | http://www.pecs-vk.hu%5B%5D                                                                                       |
| II. Rákóczi Ferenc Megyei Könyvtár                          | Borsod-Abaúj-Zemplén vármegye   | Miskolc          | http://www.rfmlib.hu                                                                                              |
| Róder Imre Városi Könyvtár                                  | Pest megye                      | Vecsés           | http://vecsesikonyvtar.hu                                                                                         |
| Sinka István Városi Könyvtár                                | Hajdú-Bihar vármegye            | Berettyóújfalu   | http://www.bihar.hu/sinkakonyvtar/ Archiválva 2007. november 23-i dátummal a Wayback Machine-ben                  |
| Somogyi Károly Városi és Megyei Könyvtár                    | Csongrád-Csanád vármegye        | Szeged           | http://www.sk-szeged.hu                                                                                           |
| Széchenyi István Városi Könyvtár                            | Győr-Moson-Sopron vármegye      | Sopron           | http://www.szivk.hu/                                                                                              |
| Szentes Városi Könyvtár                                     | Csongrád-Csanád vármegye        | Szentes          | http://www.vksz.hu/                                                                                               |
| Takáts Gyula Vármegyei Hatókörű Városi Könyvtár             | Somogy vármegye                 | Kaposvár         | http://www.mvkkvar.hu/                                                                                            |
| Tessedik Sámuel Múzeum és Könyvtár                          | Békés vármegye                  | Szarvas          | http://www.konyvtar-szarvas.hu/ Archiválva 2019. február 5-i dátummal a Wayback Machine-ben                       |
| Verseghy Ferenc Megyei Könyvtár                             | Jász-Nagykun-Szolnok vármegye   | Szolnok          | http://www.vfmk.hu/                                                                                               |
| Vörösmarty Mihály Megyei Könyvtár                           | Fejér vármegye                  | Székesfehérvár   | https://www.vmk.hu/                                                                                               |

## Egyházi könyvtárak
- A Dunamelléki Református Egyházkerület Ráday Könyvtára
- Evangélikus Országos Könyvtár, Budapest
- Érseki Simor Könyvtár, Esztergom
- Főszékesegyházi Könyvtár, Esztergom
- Kalocsai Főszékesegyházi Könyvtár
- A Pannonhalmi Bencés Főapátság könyvtára
- A Pápai Református Gyűjtemények Könyvtára
- Reguly Antal Műemlékkönyvtár, Zirc
- A Soproni Evangélikus Gyülekezet Könyvtára
- Sárospataki Református Nagykönyvtár
- A Tiszántúli Református Egyházkerület és a Debreceni Kollégium Nagykönyvtára

## Egyéb honlapok
- HUNOPAC
- Nyilvános könyvtárak adatbázisa
- Könyvtárportál
- Könyvtár.lap.hu

## Könyvtárak (linkjei)
- A Budapesti Műszaki és Gazdaságtudományi Egyetem Országos Műszaki Információs Központ és Könyvtár honlapja és katalógusa[halott link]
- Az Országgyűlési Könyvtár honlapja és katalógusa Archiválva 2010. január 8-i dátummal a Wayback Machine-ben valamint szakirodalmi adatbázisai
- Az Országos Idegennyelvű Könyvtár honlapja és katalógusa
- Szegedi Tudományegyetem Egyetemi Könyvtárának honlapja